# Platylepis bigibbosa
Platylepis bigibbosa är en orkidéart som beskrevs av Joseph Marie Henry Alfred Perrier de la Bâthie. Platylepis bigibbosa ingår i släktet Platylepis och familjen orkidéer. Inga underarter finns listade i Catalogue of Life.